# Chapel Hill (Karolina Północna)
Chapel Hill – miasto w Karolinie Północnej położone na południowo-wschodnim krańcu hrabstwa Orange, założone w 1793. Siedziba uniwersytetu stanowego Uniwersytet Karoliny Północnej w Chapel Hill (UNC) – najstarszej państwowej szkoły wyższej w Stanach Zjednoczonych. 
Według spisu ludności z 2000, miasto posiadało 48 715 mieszkańców, a w 2004 – 52 440 osób.

## Miasta partnerskie
- Saratów, Rosja